# 獨立電視台 (葡萄牙)
獨立電視台（葡萄牙語：Televisão Independente / TVI）是葡萄牙的私人電視台，於1993年2月成立，現時擁有6個頻道。繼電視台後，它為葡萄牙成立第二家私人電視台。

## 外部連結
- 官方网站 （葡萄牙文）